# Дамчик
Дамчик — посёлок в Камызякском районе Астраханской области, входит в состав Образцово-Травинского сельсовета (до 2017 года — в Полдневском сельсовете). Население 28 человек (2011).

## История
В 1969 г. Указом Президиума ВС РСФСР посёлок Дамчикского госзаповедника переименован в Дамчик.
С 5 сентября 2017 года входит в состав Образцово-Травинского сельсовета.

## География
Дамчик расположен в пределах Прикаспийской низменности в южной части области, в дельте реки Волги и находится на берегу протоки Быстрой. Абсолютная высота 28 метров ниже уровня моря.

## Население
| 2002 | 2010 | 2011 |
| ---- | ---- | ---- |
| 39   | ↗40  | ↘28  |

Национальный и гендерный состав
По данным Всероссийской переписи в 2010 году, численность населения составляла 40 человек (19 мужчин и 21 женщин, 47,5 и 52,5 % соответственно).
Согласно результатам переписи 2002 года, в национальной структуре населения русские составляли 82 % от 39 жителей.

## Инфраструктура
Дамчикский участок (ранее — заповедник) Астраханского заповедника.
Музей природы Астраханского государственного природного биосферного заповедника.
Метеорологическая станция.
Пристань на р. Быстрая.

## Транспорт
Подъездная дорога на пос. Полдневое, где завершается автодорога регионального уровня Образцово-Травино — Полдневое (идентификационный номер 12 ОП РЗ 12Н 097). Дорога от Дамчика до областного центра города Астрахани включает две паромных переправы — сначала через реку Полдневную в Полдневном, затем через реку Гандурино либо перед селом Образцово-Травино, либо в Хмелёвке.
Водный транспорт. Просёлочные дороги.